# Anoplolepis gracilipes
Fourmi folle jaune
Espèce
Synonymes
- Anoplolepis longipes Emery 1925
- Formica longipes Jerdon 1851
- Plagiolepis longipes Emery 1887

Anoplolepis gracilipes, la Fourmi folle jaune, est une espèce de fourmis originaire d'Afrique et d'Asie, devenue invasive en Australie, à Tahiti et sur l'île Christmas.
Sa manière frénétique de se mouvoir de manière a priori désordonnée lui a valu le surnom de « fourmi folle ».

## Description
Cette fourmi ne présente pas de polyphénisme. Les ouvrières font entre 4 et 5 mm de long et ont une espérance de vie de trois mois. Les reines font jusqu'à 7 mm.

## Développement et comportement
Cette espèce de fourmis est polygyne. Son développement est très rapide.
Elle est omnivore et les différentes fourmilières ne sont jamais agressives entre elles.

## Génétique
Chez la plupart des autres espèces de fourmis, les mâles sont des individus haploïdes issus d'œufs non fécondés, tandis que les reines et les ouvrières sont diploïdes, issues d'œufs fécondés dans lesquels les noyaux des deux gamètes ont fusionné (syngamie), le développement en reine ou en ouvrière dépendant du régime alimentaire fourni aux larves. 
Chez A. gracilipes, les mâles se développent à partir d'œufs fécondés dans lesquels les noyaux parentaux se divisent indépendamment, sans syngamie : ils sont bien haploïdes mais ce sont des chimères constituées de deux types de cellules, chacune ne contenant que du matériel génétique maternel ou bien paternel. A. gracilipes perpétue ainsi deux lignages génétiques distincts, notés R et W. Les spermatozoïdes sont majoritairement issus de la lignée paternelle W tandis que les cellules somatiques sont majoritairement issues de la lignée maternelle R. La syngamie se produit aussi, et produit une reine quand l'ovocyte est fertilisé par un spermatozoïde R, une ouvrière par un spermatozoïde W,.